# Remus Răduleț
Remus Răduleț (1904 - 1984) est un ingénieur roumain en électricité et en électrotechnique théorique, qui a contribué au développement du vocabulaire électrotechnique international. Il a servi comme président du Commission électrotechnique internationale entre 1964 et 1967.

## Biographie
Il est né en 1904 à Brădeni, puis Autriche-Hongrie, actuellement dans le Județ de Sibiu en Roumanie. Il a étudié l'ingénierie électromécanique à l'Université polytechnique de Timişoara, puis à École polytechnique fédérale de Zurich. Il a coordonné la rédaction de la Lexiconul Tehnic Romîn (Lexicon Technique Roumain), une vaste encyclopédie multilingue technique. Cette activité lui a permis de contribuer au vocabulaire international standardisé de l'électrotechnique.

## Travaux
- Lexiconul Tehnic Român 18 volumes 1948
- Bazele electrotehnicei